# Kallstroemia platyptera
Kallstroemia platyptera là một loài thực vật có hoa trong họ Zygophyllaceae. Loài này được (Benth.) Engl. miêu tả khoa học đầu tiên năm 1890.